# M101 105 mm 곡사포

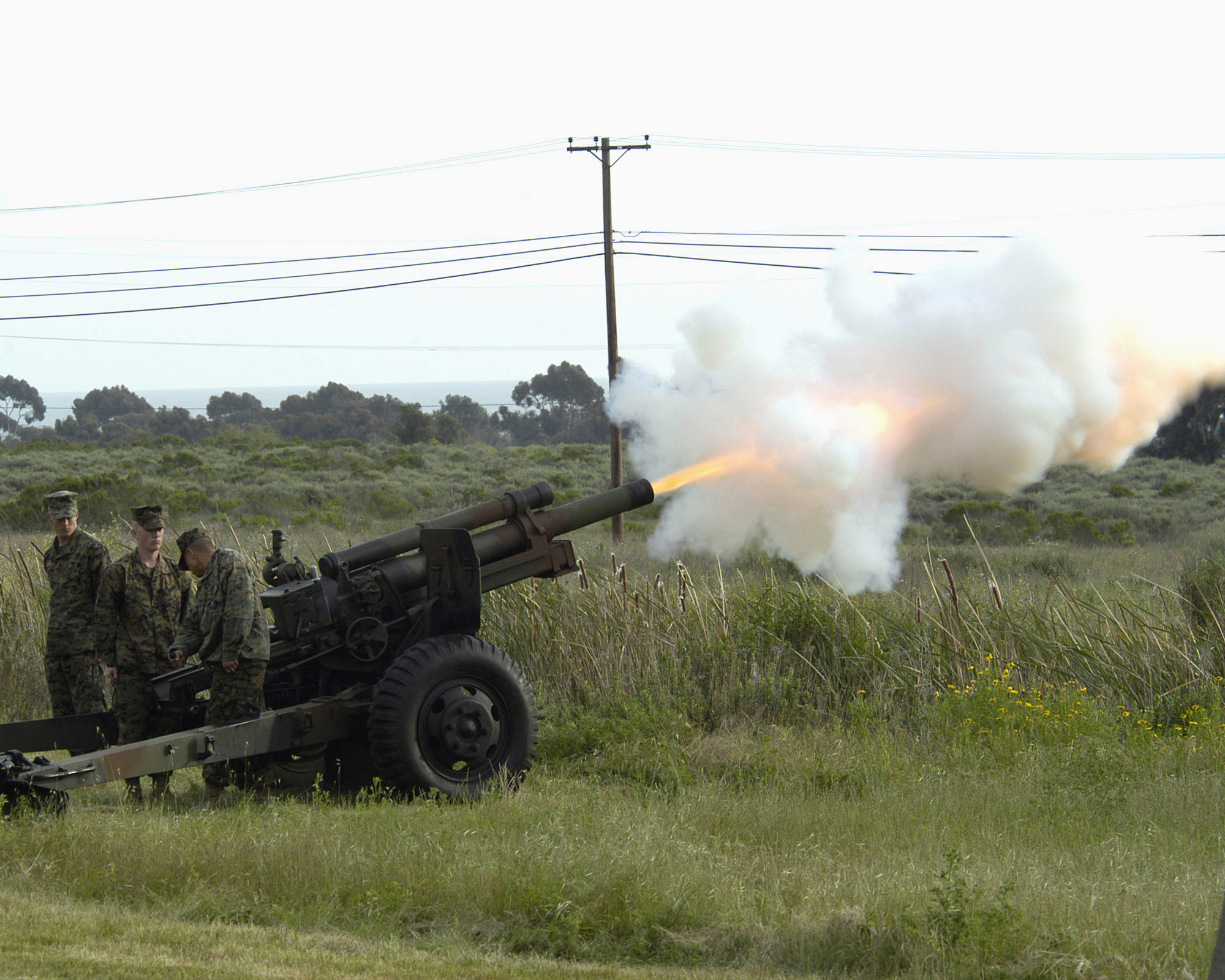
사격시의 모습

M101 105 mm 곡사포는 미군등이 사용한 곡사포이다. 처음에는 M2A1 105 mm 곡사포로 명명되었다.

## 개요
105 mm 곡사포는 제1차 세계대전 중 채용된 프랑스제 M1897 75 mm 야포(Canon de 75 modele 1897)의 후계 신형야포로서 설계되었다. M101은 1941년 미군에 채용되었고 육군과 해병대의 사단포병(사단예하 포병연대)에 배치되어 제2차 세계대전이나 한국 전쟁과 베트남 전쟁에서 사용되었으나 월남전 도중 보다 경량화 된 M102 105 mm 곡사포로 갱신되어 (미군에선) 퇴역하였다.
M101은 대전 중, 대전 후에 걸쳐 연합국과 서방진영 국가들에게 다수가 매각 혹은 공여되었다. 대규모 공여를 받았던 한국의 경우는 현재도 2차 대전 당시 미군의 편재와 비슷하게 현역운용 중이며, 육상자위대의 경우 105 mm 유탄포 M2A1으로 운용하였으나 120mm 박격포 RT, 75식 자주 155 mm 류탄포(75式自走155mmりゅう彈砲), FH-70으로 대체되면서 현재는 보급대 등에서 예포용으로 보유하고 있다.
대개는 트럭 뒤에 견인하여 운반하는데 헬기를 이용한 운반법도 있다.

## 제원
- 중량: 2,260 kg
- 최대사거리: 11,270 m (장약조절가능)
- 포구초속: 470~474 m/s
- 최대고각: 64~5 도
- 최대부각: -3 도
- 포신수명: 약 5,000 발
- 탄두: 고폭탄, 개량고폭탄, 성형작약탄, 백린탄, 대인탄, 조명탄, 연막탄, 훈련탄
- 사용신관: 순발신관, 시한신관, 지연신관, 접근신관

## 파생형
- 유고슬라비아: M56
- 일본: 58식
- 캐나다: C1~3
- 한국: KH-178(국산화를 시도, 다만 제반사정으로 극소수만이 존재.)

## 사용국가
- 아르헨티나
- 오스트레일리아
- 오스트리아
- 바레인
- 방글라데시
- 벨기에
- 베냉
- 보스니아 헤르체고비나
- 브라질
- 부르키나파소
- 카메룬
- 캐나다
- 칠레
- 중화민국
- 콜롬비아
- 크로아티아
- 도미니카 공화국
- 에콰도르
- 엘살바도르
- 프랑스
- 독일
- 그리스
- 과테말라
- 온두라스
- 인도
- 인도네시아
- 이란
- 이라크
- 일본
- 크메르 공화국
- 레바논
- 리투아니아
- 북마케도니아
- 말레이시아
- 멕시코
- 모로코
- 미얀마
- 뉴질랜드
- 니카라과
- 노르웨이
- 파키스탄
- 파라과이
- 페루
- 필리핀
- 포르투갈
- 로디지아
- 세네갈
- 남아프리카 공화국
- 태국
- 토고
- 튀르키예
- 미국
- 우루과이
- 베네수엘라
- 베트남
- 대한민국

### 대한민국
1950년 ~ 1978년사이에 도입돼 현재까지 1,500여문이 있는 105㎜ 견인포는 사용기한인 25년을 훨씬 넘긴 상태다. 트럭 탑재 K105A1 자주포가 상비부대를 중심으로 보급되고 있지만, 예비군용으로는 남아있다. 105㎜ 견인포는 미국산 M101A1 105㎜ 견인포, 그리고 국산화해서 KH-178이 있다.
105㎜ 견인포는 한국전쟁 이전부터 지금까지 60년이 넘도록 운용 중인 국군에서 가장 오래된 화포다. 물론 최초로 운용한 M3 견인포와 지금의 KM101 견인포 등 이름은 서로 다르지만 모두 미군의 M101 105㎜ 견인포의 파생형이란 점에서 60년이 넘게 같은 무기를 운용하는 셈이다.
한국은 약 3,000문의 M101 견인포를 도입해 지금까지 KM101이란 이름으로 사용 중이다. 물론 박정희 전 대통령의 지시로 1978년 KH-178 105㎜ 견인포 개발에 착수해 1984년 실전배치됐지만, 이 포는 오히려 해외수출이 더 많이 된 것으로 유명하다. 국군에는 1개 대대분량만 도입된 것으로 알려졌다.
2021년 현재, 한국군은 M101 계열 105㎜ 견인 곡사포를 약 2,000여문, 포탄은 340만발을 보유하고 있다.

## 대중 매체
영화
- 위 워 솔저스 - 미군의 지원포격장면에서 잠깐 등장
- 태극기 휘날리며 - 한국군 포병이 포의 각도를 맞추고 사격한다.

게임
- 워록 - 특정 맵에서만 등장하며 쌍안경이 있을 경우 사용할 수 있다. 정찰병만이 관측병처럼 쌍안경으로 보며 포격을 지시한다. 포격 후엔 장전이 필요하며 장전 중엔 포격지원요청이 불가능하다.
- 컴퍼니 오브 히어로즈 - 미군의 infantry company 테크트리를 선택할 경우 엔지니어가 대포를 설치하고 운용할 수 있다.
- 시드마이어의 문명 5 - 산업시대의 원거리 공성유닛으로 유사한 디자인을 하고 있다.

## 같이 보기
- M3 곡사포

## 참고 문헌
- Hogg, Ian V. (1998). Allied Artillery of World War Two. Crowood Press, Ramsbury. ISBN 1-86126-165-9.
- Hunnicutt, R. P. (1971). Pershing: A History of the Medium Tank T20 Series. Feist Publications.
- Hunnicutt, R. P. (1992). Stuart: A History of the American Light Tank. Presidio Press. ISBN 0-89141-462-2.
- Hunnicutt, R. P. (1994). Sherman: A History of the American Medium Tank. Presidio Press. ISBN 0-89141-080-5.
- Hunnicutt, R. P. (2001). Half-Track: A History of American Semi-Tracked Vehicles. Presidio Press. ISBN 0-89141-742-7.
- Technical Manual TM 9-1325, 105mm Howitzers M2 and M2A1; Carriages M2A1 and M2A2; and Combat Vehicle Mounts M3 and M4. War Department, 1944.
- Technical Manual TM 9-1901, Artillery Ammunition. War Department, 1944.
- Technical Manual TM 9-1904, Ammunition Inspection Guide. War Department, 1944.
- Technical Manual TM 9-2005 volume 3, Infantry and Cavalry Accompanying Weapons. War Department, 1942.